# ثنائي ليزري

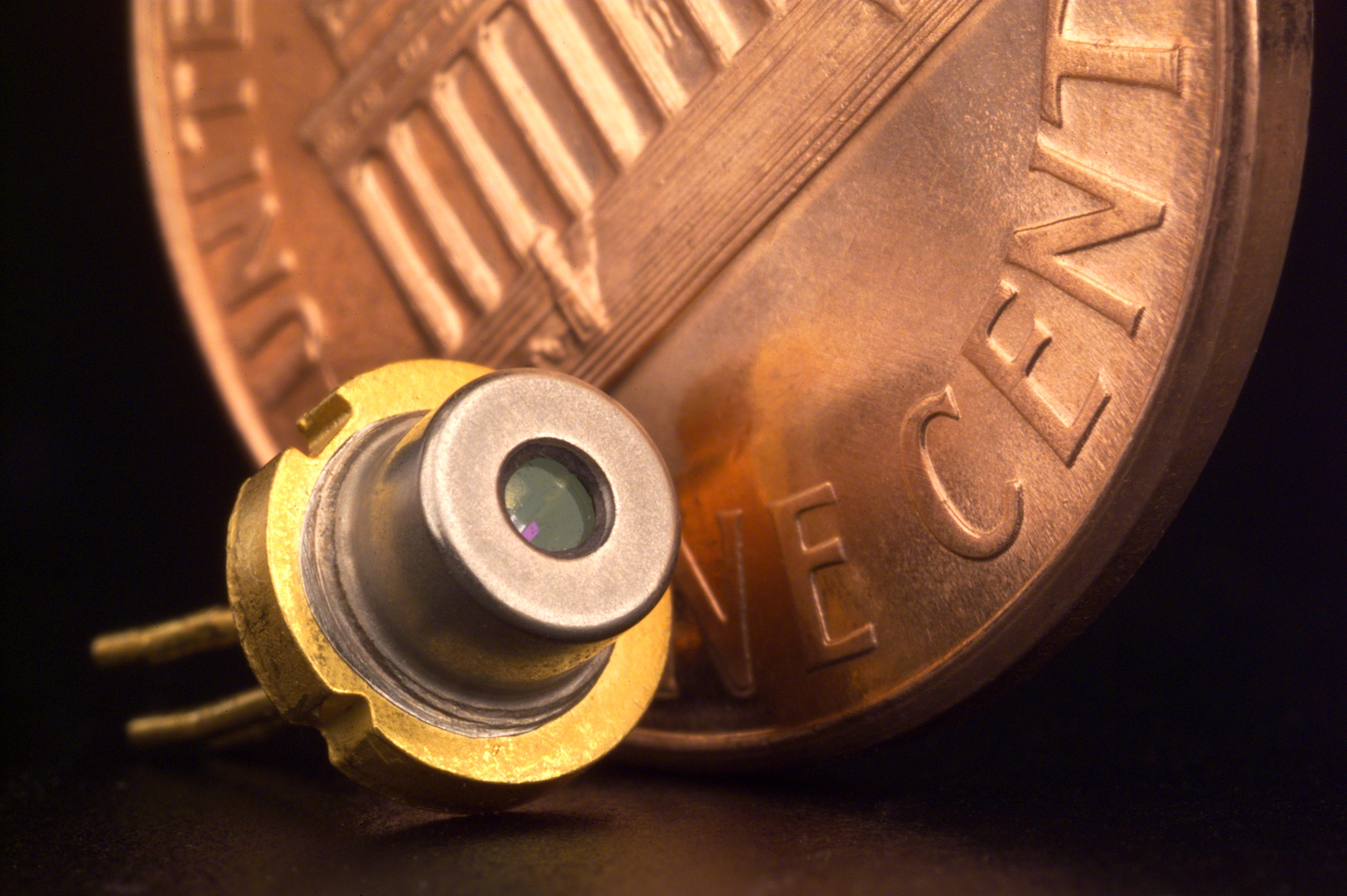
ليزر الصمام الثنائي بجانب عملة معدنية كمقياس

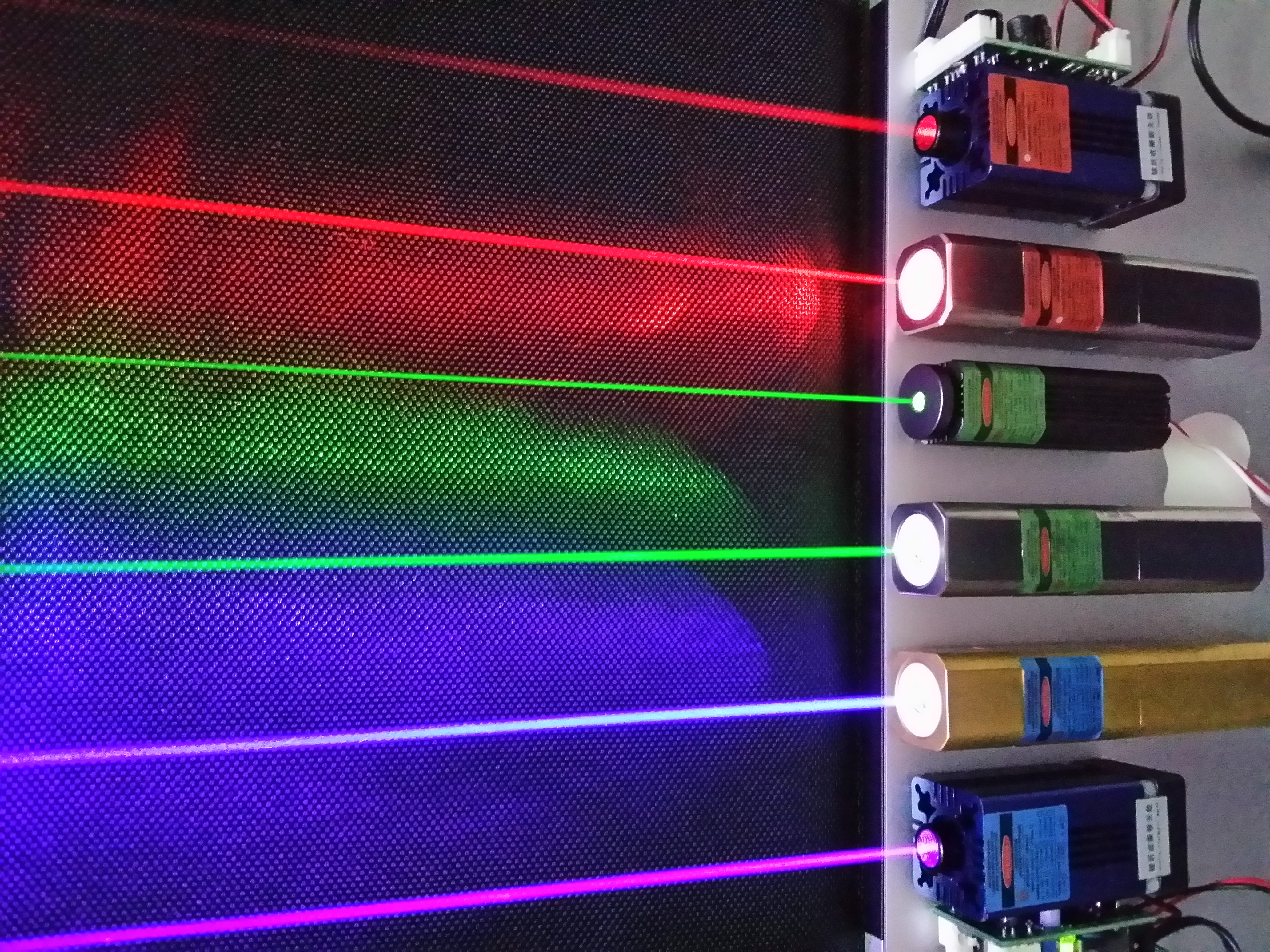
ليزر أشباه الموصلات

الثنائي الليزري (بالإنجليزية: Laser diode)‏ ويطلق عليه أحياناً بليزر الديود أو ليزر الصمام الثنائي ويعتمد على المواد شبه الموصلة ويمتاز بحجم واستهلاك طاقة قليلة للغاية (مقارنة بالأنواع الأخرى) ولذلك أصبح يستخدم على نطاق واسع في كافة التطبيقات والأجهزة الدقيقة حتى قدرة 1000 ميلي وات ويتواجد في أجهزة السي دي والديفيدى والبلوراى وطابعات الليزر وادوات القياس الدقيقة للمسافات والاطوال والأجهزة البصرية واقلام والعاب الليزر وتعددت الوانه فمنه الأحمر والأخضر والأزرق.